# 秋田大学医療技術短期大学部
秋田大学医療技術短期大学部（あきただいがくいりょうたんきだいがくぶ、英語: College of Allied Medical Science, Akita University）は、秋田県秋田市柳田字糠塚に本部を置いていた日本の国立大学である。1990年に設置され、2005年に廃止された。大学の略称は秋大医短。

## 概要

### 大学全体
- 秋田県秋田市に所在した日本の国立短期大学で、併設元は秋田大学医学部。
- 1989年10月にまず旧来の医学部附属看護学校を発展改組して、看護学科のみを設置[2]。さらに、1990年に2学科を増設の上で合計3学科の入学総定員120名体制で開学。全国では2番目に新しい国立短大となっていた[注 1]。
- 2002年度の入学生を最後に[注釈 1]、短期大学としての使命を終える[4]。

## 沿革
- 1974年
  - 2月 秋田大学医療技術短期大学部設立準備委員会が設置される。
- 1978年
  - 3月 秋田大学医学部附属看護学校を設置。
- 1988年
  - 1月 秋田大学医療技術短期大学部設置調査室を設置。
  - 4月 秋田大学医療技術短期大学部創設準備室を設置。
- 1989年
  - 10月1日 秋田大学医療技術短期大学部を設置[5]。
- 1990年
  - 4月1日 秋田大学医療技術短期大学部が以下の学科体制にて開学する[5]。
    - 看護学科 入学定員80名
    - 理学療法学科 入学定員20名
    - 作業療法学科 入学定員20名

  - 5月1日 学生数[6]/定員
    - 看護学科 76[注釈 2]/80
    - 理学療法学科 20[注 3]/20
    - 作業療法学科 20[注 4]/20
- 1991年
  - 5月1日 学生数[7]/定員
    - 看護学科 155[注釈 2]/160
    - 理学療法学科 40[注釈 3]/40　
    - 作業療法学科 40[注 5]/40
- 1992年
  - 3月 医学部附属看護学校を廃止。
  - 5月1日 学生数[8]/定員
    - 看護学科 235[注 6]/240
    - 理学療法学科 60[注 7]/60
    - 作業療法学科 60[注釈 3]/60
- 1999年
  - 5月1日 学生数[9]/定員
    - 看護学科 234[注 8]/240
    - 理学療法学科 61[注 9]/60
    - 作業療法学科 62[注 10]/60
- 2002年
  - 4月1日 今年度をもって学生募集を終了[注釈 1]。
  - 10月 - 医療技術短期大学部を改組・転換し医学部保健学科を設置。
- 2005年
  - 3月 - 第13回（最終）卒業式[注 11]。

## 基礎データ

### 所在地
- 秋田県秋田市柳田字糠塚

## 教育および研究

### 組織

#### 学科[注 12]
- 看護学科 入学定員80名
- 理学療法学科 入学定員20名
- 作業療法学科 入学定員20名

#### 専攻科
- なし

#### 別科
- なし

#### 取得資格について
受験資格
- 看護師：看護学科
- 理学療法士：理学療法学科
- 作業療法士：作業療法学科

#### 研究
- 秋田大学医療技術短期大学部『秋田大学医療技術短期大学部紀要』[1]
- 『秋田大学医療技術短期大学部作業療法学科症例報告集』[11]ほか[注 13]。

## 大学関係者と組織

### 大学関係者一覧
歴代学長
- 新野直吉

## 施設

### キャンパス
- 設備：短大独自の校舎が1棟設置されていた。

### 寮
- 秋田大学医療技術短期大学部の学生は、秋田大学と共同で「本道寮」と呼ばれる学生寮を使用していた[注 14]

## 対外関係

### 系列校
- 秋田大学

## 卒業後の進路について

### 就職について
- 各学科とも専門職として、秋田大学医学部附属病院をはじめ大手の医療機関で活躍している人が多かった。